# Carmignac
Carmignac ist eine französische Anlageverwaltungsgesellschaft, die 1989 von Édouard Carmignac und Éric Helderlé gegründet wurde. Die Gesellschaft befindet sich vollständig im Besitz der Mitarbeiter und verwaltet nach eigenen Angaben derzeit ein Vermögen von rund 35 Milliarden Euro.

## Geschichte
Das Unternehmen wurde 1989 von Édouard Carmignac und Éric Helderlé in Paris gegründet, nachdem Carmignac in New York Erfahrungen in der Finanzwirtschaft gesammelt hatte. 
Das Unternehmen Carmignac eröffnete 1999 das erste Auslandsbüro in Luxemburg, 2008 Büros in Madrid und Mailand, 2012 ein Büro in London, und 2015 eines in Zürich.
Carmignac verwaltete im Jahr 2000 ein Vermögen von 1 Milliarde Euro und 2007 rund 13 Milliarden Euro. Carmignac Patrimoine, der wichtigste Fond des Unternehmens, widerstand der Finanzkrise von 2008 relativ gut. Dies trug in den folgenden Jahren dazu bei, dass er zu einem der größten Fonds in Europa wurde.
Im September 2018 übergab Édouard Carmignac die Leitung des Carmignac Investissement Fonds an David Older und zog sich aus dem aktiven Tagesgeschäft der Fondsverwaltung zurück.
Édouard Carmignac kündigte ebenfalls an, nach 30 Jahren das Management des Flaggschifffonds Carmignac Patrimoine abzugeben. Rose Ouahba und David Older folgten Carmignac als Doppelspitze des Fonds. Edouard Carmignac blieb Mitglied des strategischen Investitionsausschusses und Chief Investment Officer (CIO).
Im April 2019 übernahm Marie-Anne Allier das Co-Management des Carmignac Sécurité Fond. Im selben Jahr wurden drei Fonds des Unternehmens mit dem französischen SRI-Label für nachhaltige Anlageinstrumente zertifiziert.

## Verwaltete Fonds
Carmignac verwaltet 21 Anlagestrategien (Stand 2019). Diese Aktivitäten umfassen unter anderem das Management von Equity sowie festverzinsten Wertpapieren.
Um die europaweite Präsenz der Firma auszuweiten, wurde im April 2019 ein neuer „unconstrained“ Fond aufgelegt. Im Mai folgten sechs weitere Fonds in Großbritannien, basierend auf den Anlage-Strategien im französischen Kernmarkt.
Im Juni desselben Jahres legte das Unternehmen zwei weitere Fonds auf, den Carmignac Portfolio Grandchildren Fund sowie den Carmignac Portfolio Family Governed Fund. Diese Fonds zielen auf langfristige Anlagestrategien zur finanziellen Absicherung von Kindern ab.